# Postkoets (Avonturenpark Hellendoorn)
De Postkoets is een rondrit in het Nederlandse attractiepark Avonturenpark Hellendoorn.

## Geschiedenis
De attractie is in 1996 geopend en is gebouwd door Marcel Lutz. De attractie is een treintje in de vorm van een postkoets met paarden en koetsen waarin kinderen plaats kunnen nemen. De trein rijdt een rondje over een parcours voordat het terug bij het station aankomt.

## Lengte
Een kind moet minimaal 90 cm te zijn om op een paard plaats te kunnen nemen. Een kind die kleiner is dan 90 cm moet in de koets geplaatst worden. Er geld een maximum lengte van 120 cm.
Afbeeldingen
 · Lijst van attracties